# Universidad Adventista de Chile
La Universidad Adventista de Chile (UNACH) es una universidad privada chilena perteneciente a la Iglesia Adventista del Séptimo Día, ubicado en Camino a Las Mariposas #11771, a 12 km del centro de la ciudad de Chillán. Esta institución educativa se ubica dentro de un terreno de más de 300 hectáreas, 25 de las cuales corresponden al Campus.
Actualmente se encuentra acreditada por la Comisión Nacional de Acreditación (CNA-Chile) por un período de 3 años (de un máximo de 7), desde abril de 2023 hasta abril de 2026.Está en la posición 45 según el ranking de Webometrics 2024.

## Historia
La Universidad Adventista  tiene sus orígenes en 1906, en una pequeña escuela llamada Colegio Adventista de Púa, ubicada en la localidad de Púa, Provincia de Malleco, donde estudiaban ministros religiosos y profesores de las nacientes escuelas adventistas. En 1922 la universidad se trasladó a su ubicación actual en Chillán, pasando a llamarse Colegio Adventista de Chile.
El 23 de marzo de 1983, el Ministerio de Educación promulgó el decreto que autorizaba la creación del Instituto Profesional Adventista; y el 13 de septiembre del mismo año se aprobó su funcionamiento.[cita requerida]
El 6 de febrero de 1990 el Ministerio de Educación aprobó la creación y los estatutos de la Universidad Adventista de Chile. Fue inscrita en Folio C N.º 42 del Registro de Universidades. En septiembre de 2002 obtuvo la autonomía plena mediante el Decreto N.º 11.285.

## Carreras
La oferta académica de la UNACH contempla un total de veintidós programas de estudios de pregrado y ocho programas de postgrado.
Pregrado
Facultad de Ingeniería y Negocios:
- Ingeniería Civil Informática
- Ingeniería Civil Industrial
- Ingeniería Comercial
- Ingeniería en Agronomía

Facultad de Teología:
- Teología (acreditada 4 años)

Facultad de Educación y Ciencias Sociales:
- Educación Parvularia (acreditada por 4 años)
- Pedagogía en Educación Diferencial, con mención Dificultades Específicas del Aprendizaje (acreditada por 3 años)
- Pedagogía en Educación Física, con mención en Educación Física especial (acreditada por 5 años)
- Pedagogía en Educación General Básica,  con mención en Lenguaje y Comunicación o mención en Matemática (acreditada por 4 años)
- Pedagogía en Inglés (acreditada por 2 años)
- Pedagogía en Música, Mención Educación Extraescolar (acreditada por 4 años)
- Licenciatura en Educación (programa especial para docentes titulados sin el grado de Lic. en Educación. A distancia)

Facultad de Ciencias de la Salud:
- Enfermería
- Nutrición y Dietética
- Obstetricia y Puericultura
- Técnico Nivel Superior en Enfermería
- Terapia Ocupacional
- Química y Farmacia

Facultad de Ciencias Jurídicas y Sociales:
- Trabajo Social
- Licenciatura en Trabajo Social (programa especial para titulados sin el grado de Lic. en Trabajo Social)
- Derecho
- Psicología

Postgrado
- Magíster en Fruticultura Moderna
- Magíster en Educación mención Gestión Educativa
- Magíster en Gestión de Proyectos de Innovación Social
- Magíster en Salud Pública
- Magíster en Misión mención Teología y Salud
- Magíster en Ciencias de la Motricidad Humana
- Magíster en Psicología

## Servicios estudiantiles

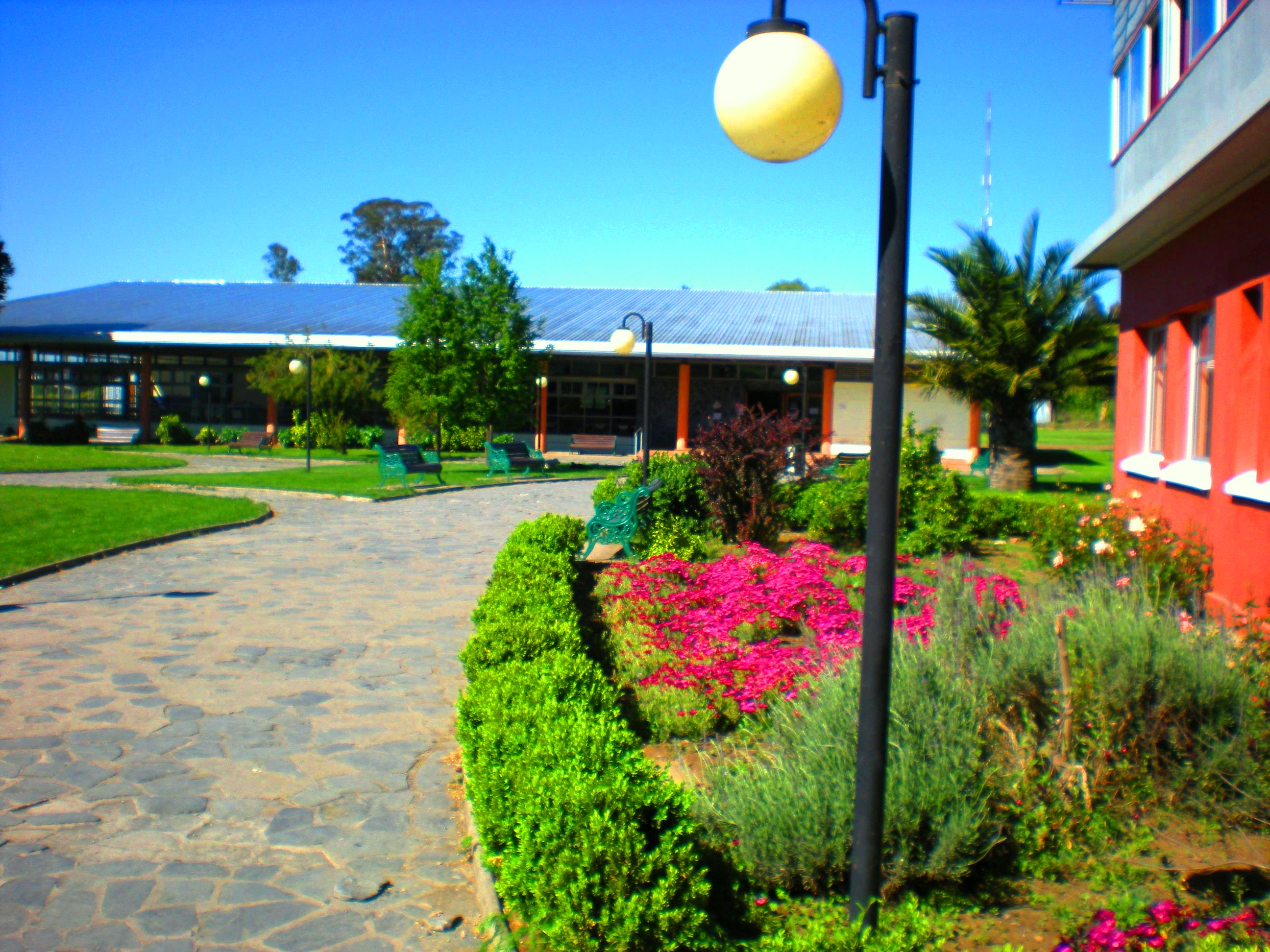
Casino de la universidad

La Universidad Adventista de Chile cuenta con diversos servicios que los estudiantes pueden optar, estos son:
Residencias estudiantiles tanto de damas como de varones dentro del mismo establecimiento. Tiene un casino con capacidad para setecientas personas. También cuentan con un gran gimnasio y una piscina para las diversas actividades que realizan. Hay un minimarket al interior de este establecimiento donde los estudiantes pueden comprar productos de todo tipo, entre otros.
Además, los alumnos pueden acceder a los servicios de asistencia médica, psicológica y social.